# Wilhelm-Hittorf-Gymnasium
Das Wilhelm-Hittorf-Gymnasium ist ein Gymnasium in der westfälischen Stadt Münster. Es befindet sich in unmittelbarer Nähe des Wasserturms aus dem Jahr 1902 im Geistviertel. Die etwa 950 Schüler werden von zirka 80 Lehrern unterrichtet.

## Geschichte

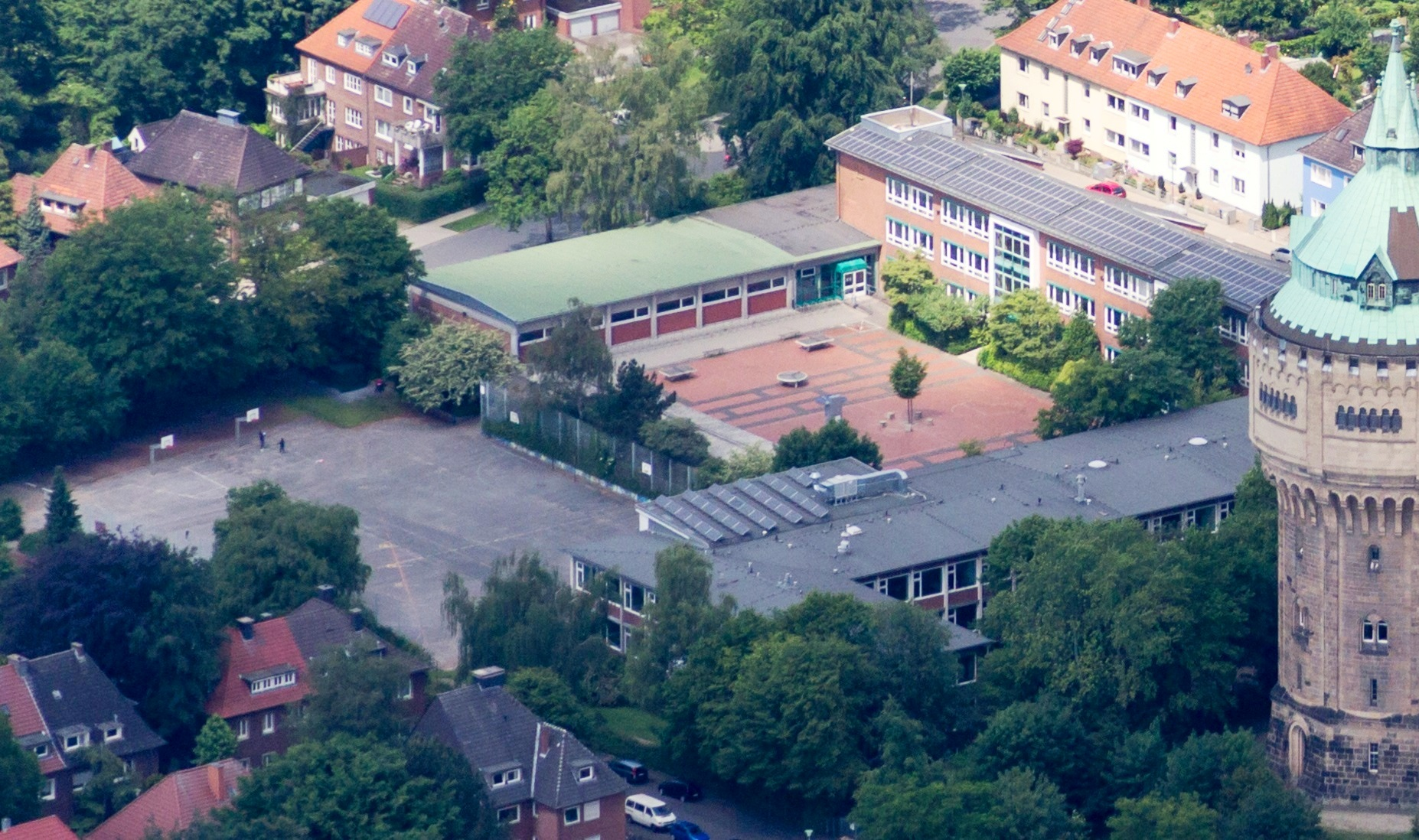
Gesamtanlage, Luftaufnahme 2014

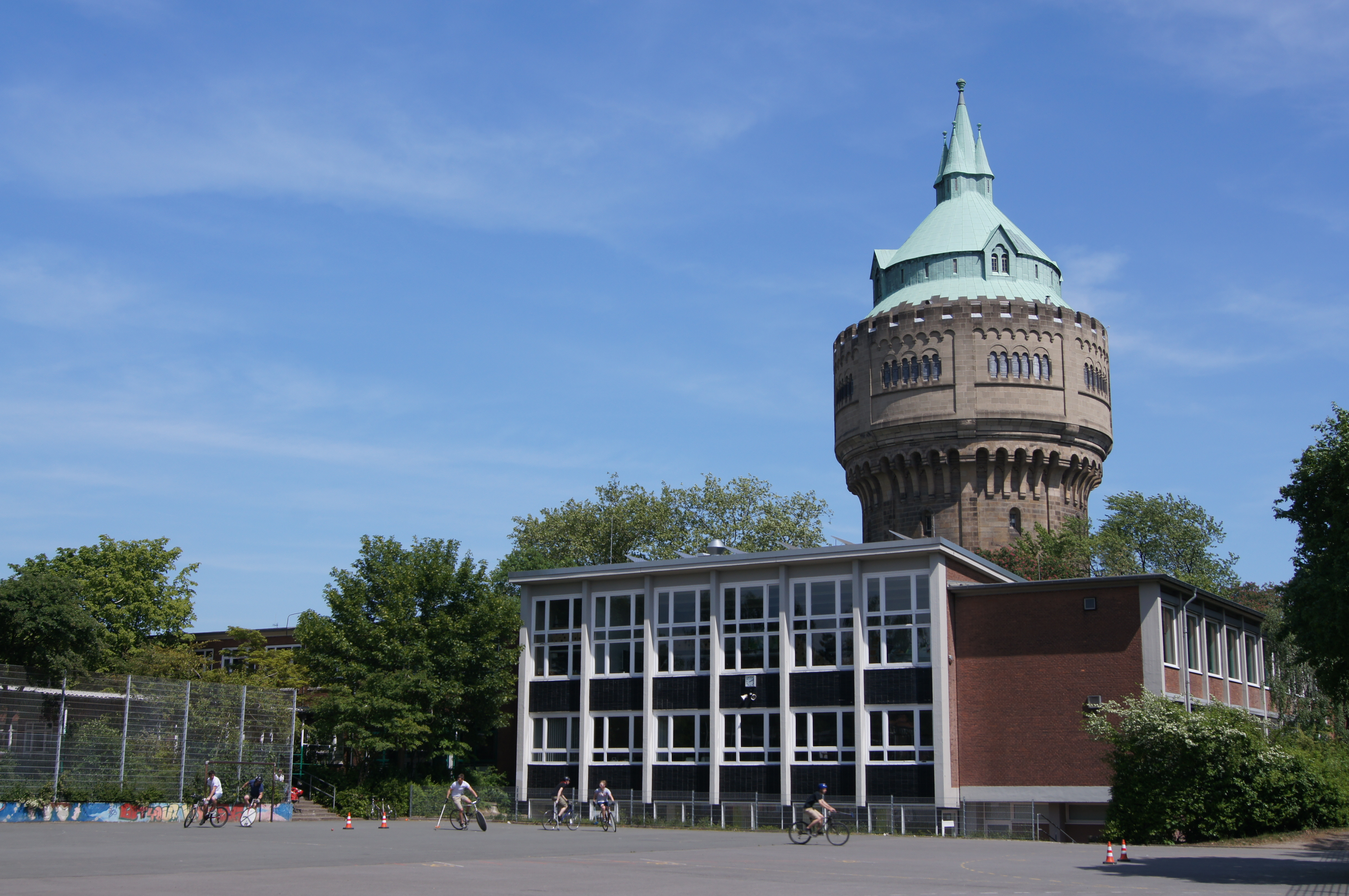
Unter- und Mittelstufen-Schulhof, untere Ebene (2011)

Das Wilhelm-Hittorf-Gymnasium ist ein relativ junges Gymnasium, das 1907 gegründet wurde. Seine Wurzeln reichen zurück bis in die Herrschaft der Nationalsozialisten, als in direkter Nähe des Wasserturms die Oberschule für Jungen am Wasserturm eingerichtet wurde. Während der Luftangriffe durch die Alliierten im Zweiten Weltkrieg sind die Gebäude ebenso wie weite Teile der Stadt Münster zerstört worden. Im Jahr 1946 wurde die direkte Vorgängerschule Münstersche Ausweich-Oberschule Sendenhorst mit Unterstützung der Engländer gegründet und kurzzeitig in Sendenhorst beheimatet. 1949 erfolgte die Neugründung der Schule, nunmehr in der Schulform eines Gymnasiums, die den Namen von Johann Wilhelm Hittorf erhielt, einem Ehrenbürger der Stadt Münster, der an der dortigen königlichen Akademie 37 Jahre lang als Professor für Physik und Chemie lehrte und als ein Wegbereiter der modernen Physik gilt. Nachdem der Unterricht mehr als zehn Jahre lang provisorisch in beengten Räumlichkeiten in der Johannisschule stattfand, erfolgte 1960 der Umzug in das neu aufgebaute Gebäude am Wasserturm im Geistviertel. Noch im selben Jahr beauftragte die Stadt Münster das Wilhelm-Hittorf-Gymnasium mit der Einführung eines Aufbauzweiges für Realschulabsolventen.

## Programmatische Schwerpunkte
Dem Wilhelm-Hittorf-Gymnasium haftet von seinen Anfängen her der Ruf als Jungengymnasium mit naturwissenschaftlicher Ausrichtung an, obwohl es inzwischen zu personellen und programmatischen Veränderungen gekommen ist. So sind fast die Hälfte der unterrichteten Schüler Mädchen, anknüpfend an die Tradition des koedukativen Unterrichts der Nachkriegsjahre, als am kurzzeitigen Standort in Sendenhorst Jungen und Mädchen gemeinsam unterrichtet wurden – äußerst ungewöhnlich im Jahr 1946.
Teil der Schulphilosophie ist der bewusst demokratisch gelebte Führungsstil der Schulleitung. Er gehört zur Tradition des Gymnasiums und soll ein hohes Maß an kollegialer Kooperationsbereitschaft fördern.
Seit dem Schuljahr 2002/2003 nimmt das Wilhelm-Hittorf-Gymnasium in Kooperation mit der Stadt Münster und dem Land Nordrhein-Westfalen an dem zunächst auf sechs Jahre angelegten Projekt Selbstständige Schule teil.
Im März 2006 startete das Wilhelm-Hittorf-Gymnasium eine Kooperation mit der Musikschule Münster e.V., die seitdem als „Musikschule in der Schule“ Instrumental- und Vokalunterricht in den Klassenräumen anbietet und so das Nachmittagsangebot der Schule erweitert. Über die Musikschule konnten im Wilhelm-Hittorf-Gymnasium Workshops mit international bekannten Jazzmusikern wie Bill Evans, Hiram Bullock und Bob Mintzer angeboten werden.

## Auszeichnungen
Besondere Auszeichnungen erlangte das Wilhelm-Hittorf-Gymnasium im Bereich der Gesellschaftswissenschaften. Bis zum Jahre 2001 gewann es siebenmal den vom Bundespräsidenten ausgelobten Preis im Schülerwettbewerb Deutsche Geschichte. Damit bildet es zusammen mit einem Mainzer Gymnasium die Spitzengruppe.
Am 7. Mai 2007 wurde der Schule das „Gütesiegel für individuelle Förderung“ durch Ministerin Barbara Sommer verliehen. Das Wilhelm-Hittorf-Gymnasium ist die erste Schule in Münster, der dieses Zertifikat für die umfangreichen Maßnahmen zur Förderung von besonders begabten Schülerinnen und Schülern sowie von solchen mit Lernschwächen zuerkannt wurde.
Am 25. August 2008 honorierte das Ministerium für Schule und Weiterbildung des Landes NRW die besonderen Leistungen des Wilhelm-Hittorf-Gymnasiums im sprachlichen Bereich und bei der Behandlung europaorientierter Inhalte durch die Zertifizierung zur Europaschule.

## Internationale Partnerschulen
- Huntington Comprehensive School (York), Großbritannien
- St. Peters, die älteste Privatschule Englands (York), Großbritannien
- Christelijk College Groevenbeek (Ermelo), Niederlande
- Agenskalns Gimnasia (Riga), Lettland
- 49. Liceum (Warschau), Polen
- Instituto de Enseñanza Secundaria Ramón del Valle-Inclán (Sevilla), Spanien

## Bekannte Schüler
- Friedhelm Busch (* 1938), Wirtschaftsjournalist
- Ute Hamelmann (* 1975), Cartoonistin
- Horst Hano (* 1937), Fernsehjournalist
- Olaf Höckmann (1935–2023), Archäologe
- Reinhard Münchenhagen (* 1940), Moderator
- Uwe Karst (* 1965), Chemiker und Hochschullehrer
- Renke Korn (1938–2020), Schriftsteller
- Ramona Pop (* 1977), Politikerin (B90/Grüne)
- Filiz Polat (* 1978), Politikerin (B90/Grüne)
- Helen Langehanenberg (* 1982), Dressurreiterin
- Anja Niedringhaus (1965–2014), Fernsehjournalistin
- Manfred Zeidler (1935–2016), Chemiker
- Hanna Zimmermann (* 1988), Fernsehjournalistin[5]

## Bekannte Lehrer
- Burkhard Jungkamp (* 1955), politischer Beamter
- Titus Dittmann (* 1948), Unternehmer